# 偕和會
偕和會（かいわかい）は、東京都葛飾区金町に本部を置いている宗教法人である。GLA系教団のひとつ。

## 沿革
教祖の堀田和成（1926年 - 2013年3月15日）は、慶応大学に進学し、鉄道関係の新聞の記者になり、大本系で生長の家の分派の新宗教団体白光真宏会の有力な信者であった。その後、高橋信次の新宗教GLAに入会、高橋の著作を出版していた三宝出版の代表を務め、彼の原稿に読みやすいよう手を入れたり、教団の機関紙に多くの記事を書くなど、GLAの有力な信者だった。高橋の死後、娘の高橋佳子を大天使ミカエルと仰ぐ若手講師と、まだ若い彼女の成長を待とうという年配講師の意見が対立し、多くの年配講師が退会してそれぞれ一派を作った。堀田も退会して独立、独自の教義を持つ「ほうゆう」というグループを作り、1985年に宗教法人となり、「偕和會」と改名した。
1994時点で、偕和會はGLAから分派したGLA系教団の中で最大勢力であり、数千人の信者がいた。堀田は主に著作の出版や講演活動を行っていた

## 布教概要
「正道（しょうどう）」という宗教を布教している。信仰対象は、インド神話に登場するクリシュナである。インド神話においては、クリシュナはヴィシュヌの化身とされるが、この宗教では、クリシュナが最高位の神であり、ヴィシュヌより上であるとされる。また、『バガヴァッド・ギーター（神の歌）』を至上主クリシュナが直接伝えた聖典として、信者は堀田氏によるこの聖典の解説を中心に教義を学んでいる。日々の実践行としては、心を空にして（=個人的な願望を脇に置いて）、純粋に自己の心の平安＝神との調和を願うとともに、縁生の友の平安も祈念する「虚心の祈り」を絶やさないこと、想念・言葉・行為を正す「三戒」を神に捧げることをもって、この信仰の柱とされる。「祈りと三戒」を車の両輪にたとえられる。仏教やモーゼの十戒、キリスト教、ヒンドゥー教などの教えを、「虚心の祈り」に肉付けしたような教えとなっている。これは、それらの宗教は、それぞれの地域に合わせて説かれたものであり、根本は同じである、とするためである。
人間の意識活動の段階については、精神界、相対界、欲界という言葉を用いる。これは、ヒンドゥー教におけるサットヴァ、ラジャス、タマスという物質の持つ三性質（グナ性）に相当する。それぞれに上段、中段、下段があり、精神界の上段が最も上となる。死後は、生前の意識が主に位置していたグナ性に応じた世界に移行するが、最上段に移行したとしても、仏教の六道輪廻の天上と同じく徳が尽きれば現世に舞い戻るため、魂がこれらのグナ性を超えて物質の束縛から解脱することを目標として修練する。それは完全な自力により達成することは不可能であり、グナ性をも支配する至上主クリシュナに自己の魂の救いを全託し、地上における身口意の行為をひたすら神に捧げる奉仕（祭祀）に専念する。その信愛（バクティ・ヨーガ）と奉仕行（カルマ・ヨーガ）に応じて自然に内なる叡智（ブッティ）が開かれ、おのずと魂の帰るべき道筋が明らかとなり、安心立命が与えられると説く。終始一貫して「神と個人（＝神と人間の主観的な意識の交流）」ということが強調され、信仰は神と集団、神と団体ではないと繰り返し説かれている。